# لاري باين
لاري باين (بالإنجليزية: Larry Pine)‏ (و. 1945 – م) هو ممثل تلفزيوني، وممثل أفلام، وممثل، وممثل مسرحي من الولايات المتحدة الأمريكية . ولد في توسان، أريزونا .

## التعليم
تعلم في مدرسة تيش العليا للفنون

## روابط خارجية
- لاري باين على موقع IMDb (الإنجليزية)
- لاري باين على موقع قاعدة بيانات الأفلام العربية
- لاري باين على موقع ألو سيني (الفرنسية)
- لاري باين على موقع أول موفي (الإنجليزية)
- لاري باين على موقع قاعدة بيانات برودواي على الإنترنت (الإنجليزية)
- لاري باين على موقع قاعدة بيانات الأفلام السويدية (السويدية)
- لاري باين على موقع قاعدة بيانات الفيلم (الإنجليزية)
- لاري باين على موقع كينوبويسك (الروسية)